# Дъглас Хърли
Дъглас Джералд Хърли (на английски: Douglas Gerald Hurley) e американски астронавт, участник в 2 космически полета. Пилот в последната мисия по програмата „Спейс шатъл“. Той е одобрен за командир на първата мисия с новия космически кораб от пето поколение Crew Dragon, предвидена за май 2020 г.

## Образование
Завършва средно училище на име Owego Free Academy в село Оуиго (Owego), щата Ню Йорк през 1984 г. Дипломира се като бакалавър по строително инженерство в Тюлейнския университет (Tulane University) в Ню Орлиънс, Луизиана през 1988 г. Успоредно преминава обучение при Тулейнския университет на Учебния корпус за офицери от резерва на флота (Naval Reserve Officers Training Corps) и на Кандидат-офицерското училище (Officer Candidates School) на Корпуса на морската пехота на САЩ (USMC).

## Военна служба
Постъпва на служба с военно звание лейтенант в USMC след дипломирането си през 1988 г. Преминава обучение във военноморското офицерско Базово училище (Basic School) в базата на морската пехота Куантико, Вирджиния и после курс за офицери от пехотата. Започва обучение за пилот през 1989 г. и е назначен за военноморски пилот през август 1991 г.
Получава назначение в бойна ескадрила 101 (VMFAT-101) на USMC, базирана в Калифорния. По-късно служи в бойна ескадрила 225 (VMFA(AW)-225). Завършва школа за тест пилоти през декември 1997 г. В кариерата си има повече от 5500 полетни часа на 25 различни типа самолети.

## Служба в НАСА
Избран е за астронавт от НАСА на 26 юли 2000 г., Астронавтска група № 18. След приключване на двугодишен курс на обучение получава назначения в поддържащите екипажи на мисиите на мисиите STS-107 и STS-121. През август 2018 г. Дъг Хърли е назначен за командир на основния екипаж на първата мисия с новия космически кораб Crew Dragon.

## Полети
Дъглас Хърли лети в космоса като член на екипажа на 2 мисии:
| Космически полети на Дъглас Джералд Хърли                        | Космически полети на Дъглас Джералд Хърли | Космически полети на Дъглас Джералд Хърли | Космически полети на Дъглас Джералд Хърли | Космически полети на Дъглас Джералд Хърли | Космически полети на Дъглас Джералд Хърли | Космически полети на Дъглас Джералд Хърли |
| №                                                                | Дата                                      | КК                                        | Емблема на мисията                        | Функции                                   | Продължителност                           |                                           |
| ---------------------------------------------------------------- | ----------------------------------------- | ----------------------------------------- | ----------------------------------------- | ----------------------------------------- | ----------------------------------------- | ----------------------------------------- |
| 1                                                                | 15 юли 2009                               | „Индевър“, мисия STS-127                  |                                           | Пилот                                     | 15 денонощия 16 часа 44 мин. 58 сек.      |                                           |
| 2                                                                | 8 юли 2011                                | „Атлантис“, мисия STS-135                 |                                           | Пилот                                     | 12 денонощия 18 часа 28 мин. 50 сек.      |                                           |
| 3                                                                | 27 май 2020                               | „Crew Dragon“, мисия SpX-DM2              |                                           | Командир                                  |                                           |                                           |
| Сумарно време в космоса – 28 денонощия 11 часа 12 минути 48 сек. |                                           |                                           |                                           |                                           |                                           |                                           |

## Награди
- Медал за похвална служба;
- Медал за похвала на USMC (2);
- Медал за постижения в летателната дейност (4).